# Красный Партизан (Челябинская область)
Кра́сный Партиза́н — посёлок в Каслинском районе Челябинской области России. Входит в состав Тюбукского сельского поселения.

## География
Находится на южном берегу озера Малые Аллаки, на расстоянии примерно 12 км к северо-востоку от города Касли, административного центра района. Абсолютная высота — 238 м над уровнем моря.

## История
Посёлок основан на месте, где некогда располагался хутор (заимка) Павловский, построенный в начале XX века на старой дороге, связывающей европейскую часть России с Сибирью.

## Население
| 2002 | 2010 |
| ---- | ---- |
| 340  | ↘233 |

### Половой состав
По данным Всероссийской переписи, в 2010 году численность населения посёлка составляла 233 человек (104 мужчины и 129 женщин).
Проживают башкиры.

## Улицы
| - ул. Озёрная, - ул. Победы, | - ул. Полевая, - ул. Школьная. |